# Deseteronošci
Deseteronošci (Decapoda), red deseteronogih rakova nastanjenih u slatkim i slanim vodama. 

## Podjela Decapoda
Ordo Decapoda Latreille, 1802
- Subordo Dendrobranchiata Spence Bate, 1888
  - Superfamilia Penaeoidea Rafinesque, 1815
    - Familia Aristeidae Wood-Mason in Wood-Mason & Alcock, 1891, crvene kozice
    - Familia Benthesicymidae Wood-Mason in Wood-Mason & Alcock, 1891
    - Familia Penaeidae Rafinesque, 1815, mekušice
    - Familia Sicyoniidae Ortmann, 1898
    - Familia Solenoceridae Wood-Mason in Wood-Mason & Alcock, 1891, kozice iz mulja

  - Superfamilia Sergestoidea Dana, 1852
    - Familia Luciferidae De Haan, 1849 [in De Haan, 1833-1850], svjetlosne kozice
    - Familia Sergestidae Dana, 1852, batipelagične kozice
    - Familia Sergestoidea incertae sedis
- Subordo Pleocyemata Burkenroad, 1963
  - Infraordo Achelata Scholtz & Richter, 1995
    - Familia Palinuridae Latreille, 1802, jastozi
    - Familia Scyllaridae Latreille, 1825, zezavci

  - Infraordo Anomura MacLeay, 1838
    - Superfamilia Aegloidea Dana, 1852
      - Familia Aeglidae Dana, 1852

    - Superfamilia Chirostyloidea Ortmann, 1892
      - Familia Chirostylidae Ortmann, 1892
      - Familia Eumunididae A. Milne Edwards & Bouvier, 1900
      - Familia Kiwaidae Macpherson, Jones & Segonzac, 2005

    - Superfamilia Galatheoidea Samouelle, 1819
      - Familia Galatheidae Samouelle, 1819, strigljači
      - Familia Munididae Ahyong, Baba, Macpherson & Poore, 2010
      - Familia Munidopsidae Ortmann, 1898
      - Familia Porcellanidae Haworth, 1825

    - Superfamilia Hippoidea Latreille, 1825
      - Familia Albuneidae Stimpson, 1858
      - Familia Blepharipodidae Boyko, 2002
      - Familia Hippidae Latreille, 1825

    - Superfamilia Lithodoidea Samouelle, 1819
      - Familia Hapalogastridae Brandt, 1850
      - Familia Lithodidae Samouelle, 1819

    - Superfamilia Lomisoidea Bouvier, 1895
      - Familia Lomisidae Bouvier, 1895

    - Superfamilia Paguroidea Latreille, 1802
      - Familia Coenobitidae Dana, 1851
      - Familia Diogenidae Ortmann, 1892, rakovi samci
      - Familia Paguridae Latreille, 1802, samotnjaci
      - Familia Parapaguridae Smith, 1882
      - Familia Pylochelidae Spence Bate, 1888
      - Familia Pylojacquesidae McLaughlin & Lemaitre, 2001

  - Infraordo Astacidea Latreille, 1802
    - Superfamilia Astacoidea Latreille, 1802
      - Familia Astacidae Latreille, 1802
      - Familia Cambaridae Hobbs, 1942
      - Familia Cambaroididae Villalobos, 1955
      - Familia Cricoidoscelosidae Taylor, Schram & Shen, 1999 †

    - Superfamilia Enoplometopoidea Saint Laurent, 1988
      - Familia Enoplometopidae Saint Laurent, 1988

    - Superfamilia Nephropoidea Dana, 1852
      - Familia Nephropidae Dana, 1852, škampi

    - Superfamilia Parastacoidea Huxley, 1879
      - Familia Parastacidae Huxley, 1879

  - Infraordo Axiidea de Saint Laurent, 1979
    - Familia Axiidae Huxley, 1879, grimizni zezavci (Calocarididae)
    - Familia Callianassidae Dana, 1852, mede
    - Familia Callianideidae Kossman, 1880
    - Familia Callianopsidae Manning & Felder, 1991
    - Familia Eucalliacidae Manning & Felder, 1991
    - Familia Gourretiidae Sakai, 1999
    - Familia Micheleidae Sakai, 1992
    - Familia Paracalliacidae Sakai, 2005
    - Familia Strahlaxiidae Poore, 1994

  - Infraordo Brachyura Latreille, 1802
    - Sectio Eubrachyura Saint Laurent, 1980
      - SubSectio Heterotremata Guinot, 1977
        - Superfamilia Aethroidea Dana, 1851
          - Familia Aethridae Dana, 1851
          - Familia Belliidae Dana, 1852

        - Superfamilia Bythograeoidea Williams, 1980
          - Familia Bythograeidae Williams, 1980

        - Superfamilia Calappoidea De Haan, 1833
          - Familia Calappidae De Haan, 1833, crvenopjege rakovice
          - Familia Hepatidae Stimpson, 1871
          - Familia Matutidae De Haan, 1835

        - Superfamilia Cancroidea Latreille, 1802
          - Familia Atelecyclidae Ortmann, 1893, kopači
          - Familia Cancridae Latreille, 1802

        - Superfamilia Carpilioidea Ortmann, 1893
          - Familia Carpiliidae Ortmann, 1893

        - Superfamilia Cheiragonoidea Ortmann, 1893
          - Familia Cheiragonidae Ortmann, 1893

        - Superfamilia Corystoidea Samouelle, 1819
          - Familia Corystidae Samouelle, 1819

        - Superfamilia Dairoidea Serène, 1965
          - Familia Dacryopilumnidae Serène, 1984
          - Familia Dairidae Ng & Rodríguez, 1986

        - Superfamilia Dorippoidea MacLeay, 1838
          - Familia Dorippidae MacLeay, 1838, kratkorepci
          - Familia Ethusidae Guinot, 1977

        - Superfamilia Eriphioidea MacLeay, 1838
          - Familia Dairoididae Števčić, 2005
          - Familia Eriphiidae MacLeay, 1838, kosmači
          - Familia Hypothalassiidae Karasawa & Schweitzer, 2006
          - Familia Menippidae Ortmann, 1893
          - Familia Oziidae Dana, 1851
          - Familia Platyxanthidae Guinot, 1977

        - Superfamilia Gecarcinucoidea Rathbun, 1904
          - Familia Gecarcinucidae Rathbun, 1904
          - Familia Parathelphusidae Alcock, 1910

        - Superfamilia Goneplacoidea MacLeay, 1838
          - Familia Acidopsidae Števčić, 2005
          - Familia Carcinoplacidae
          - Familia Chasmocarcinidae Serène, 1964
          - Familia Conleyidae Števčić, 2005
          - Familia Euryplacidae Stimpson, 1871
          - Familia Goneplacidae MacLeay, 1838
          - Familia Litocheiridae Kinahan, 1856
          - Familia Mathildellidae Karasawa & Kato, 2003
          - Familia Progeryonidae Števčić, 2005
          - Familia Scalopidiidae Števčić, 2005
          - Familia Sotoplacidae Castro, Guinot & Ng, 2010
          - Familia Vultocinidae Ng & Manuel-Santos, 2007

        - Superfamilia Hexapodoidea Miers, 1886
          - Familia Hexapodidae Miers, 1886

        - Superfamilia Hymenosomatoidea MacLeay, 1838
          - Familia Hymenosomatidae MacLeay, 1838

        - Superfamilia Leucosioidea Samouelle, 1819
          - Familia Iphiculidae Alcock, 1896
          - Familia Leucosiidae Samouelle, 1819, ebalie

        - Superfamilia Majoidea Samouelle, 1819
          - Familia Epialtidae MacLeay, 1838
          - Familia Inachidae MacLeay, 1838
          - Familia Inachoididae Dana, 1851
          - Familia Majidae Samouelle, 1819, rakovice
          - Familia Mithracidae MacLeay, 1838
          - Familia Oregoniidae Garth, 1958
          - Familia Pisidae Dana, 1851

        - Superfamilia Orithyioidea Dana, 1852
          - Familia Orithyiidae Dana, 1852

        - Superfamilia Palicoidea Bouvier, 1898
          - Familia Crossotonotidae Moosa & Serène, 1981
          - Familia Palicidae Bouvier, 1898

        - Superfamilia Parthenopoidea MacLeay, 1838
          - Familia Parthenopidae MacLeay, 1838, šestila

        - Superfamilia Pilumnoidea Samouelle, 1819
          - Familia Galenidae Alcock, 1898
          - Familia Pilumnidae Samouelle, 1819, runjavci
          - Familia Tanaochelidae Ng & Clark, 2000

        - Superfamilia Portunoidea Rafinesque, 1815
          - Familia Brusiniidae Števčić, 1991
          - Familia Carcinidae MacLeay, 1838
          - Familia Geryonidae Colosi, 1923
          - Familia Ovalipidae Spiridonov, Neretina & Schepetov, 2014
          - Familia Pirimelidae Alcock, 1899, sitrovi
          - Familia Polybiidae Ortmann, 1893
          - Familia Portunidae Rafinesque, 1815, veslači
          - Familia Thiidae Dana, 1852

        - Superfamilia Potamoidea Ortmann, 1896
          - Familia Potamidae Ortmann, 1896
          - Familia Potamonautidae Bott, 1970

        - Superfamilia Pseudothelphusoidea Ortmann, 1893
          - Familia Pseudothelphusidae Ortmann, 1893

        - Superfamilia Pseudozioidea Alcock, 1898
          - Familia Christmaplacidae Naruse & Ng, 2014
          - Familia Pilumnoididae Guinot & Macpherson, 1987
          - Familia Planopilumnidae Serène, 1984
          - Familia Pseudoziidae Alcock, 1898

        - Superfamilia Retroplumoidea Gill, 1894
          - Familia Retroplumidae Gill, 1894

        - Superfamilia Thioidea H. Milne Edwards, 1853
        - Superfamilia Trapezioidea Miers, 1886
          - Familia Domeciidae Ortmann, 1893
          - Familia Tetraliidae Castro, Ng & Ahyong, 2004
          - Familia Trapeziidae Miers, 1886

        - Superfamilia Trichodactyloidea H. Milne Edwards, 1853
          - Familia Trichodactylidae H. Milne Edwards, 1853

        - Superfamilia Trichopeltarioidea Tavares & Cleva, 2010
          - Familia Trichopeltariidae Tavares & Cleva, 2010

        - Superfamilia Xanthoidea MacLeay, 1838
          - Familia Linnaeoxanthidae Števčić, 2005
          - Familia Panopeidae Ortmann, 1893
          - Familia Pseudorhombilidae Alcock, 1900
          - Familia Xanthidae MacLeay, 1838, magaretari

      - SubSectio Thoracotremata Guinot, 1977
        - Superfamilia Cryptochiroidea Paul'son, 1875
          - Familia Cryptochiridae Paul'son, 1875

        - Superfamilia Grapsoidea MacLeay, 1838
          - Familia Gecarcinidae MacLeay, 1838
          - Familia Glyptograpsidae Schubart, Cuesta & Felder, 2002
          - Familia Grapsidae MacLeay, 1838, šuše
          - Familia Percnidae Števčić, 2005
          - Familia Plagusiidae Dana, 1851
          - Familia Sesarmidae Dana, 1851
          - Familia Varunidae H. Milne Edwards, 1853
          - Familia Xenograpsidae N.K. Ng, Davie, Schubart & P.K.L. Ng, 2007

        - Superfamilia Ocypodoidea Rafinesque, 1815
          - Familia Camptandriidae Stimpson, 1858
          - Familia Dotillidae Stimpson, 1858
          - Familia Heloeciidae H. Milne Edwards, 1852
          - Familia Macrophthalmidae Dana, 1851
          - Familia Mictyridae Dana, 1851
          - Familia Ocypodidae Rafinesque, 1815
          - Familia Xenophthalmidae Stimpson, 1858

        - Superfamilia Pinnotheroidea De Haan, 1833
          - Familia Aphanodactylidae Ahyong & Ng, 2009
          - Familia Pinnotheridae De Haan, 1833, čuvarkuće

    - Sectio Podotremata Guinot, 1977
      - Superfamilia Cyclodorippoidea Ortmann, 1892
        - Familia Cyclodorippidae Ortmann, 1892
        - Familia Cymonomidae Bouvier, 1898
        - Familia Phyllotymolinidae Tavares, 1998

      - Superfamilia Dromioidea De Haan, 1833
        - Familia Dromiidae De Haan, 1833, kosmači
        - Familia Dynomenidae Ortmann, 1892

      - Superfamilia Homolodromioidea Alcock, 1899
        - Familia Homolodromiidae Alcock, 1899

      - Superfamilia Homoloidea De Haan, 1839
        - Familia Homolidae De Haan, 1839
        - Familia Latreilliidae Stimpson, 1858
        - Familia Poupiniidae Guinot, 1991

      - Superfamilia Raninoidea De Haan, 1839
        - Familia Lyreididae Guinot, 1993
        - Familia Raninidae De Haan, 1839

  - Infraordo Caridea Dana, 1852
    - Superfamilia Alpheoidea Rafinesque, 1815
      - Familia Alpheidae Rafinesque, 1815, pucavci
      - Familia Barbouriidae Christoffersen, 1987
      - Familia Bythocarididae Christoffersen, 1987
      - Familia Hippolytidae Spence Bate, 1888, kozice čisatći
      - Familia Lysmatidae Dana, 1852
      - Familia Merguiidae Christoffersen, 1987
      - Familia Ogyrididae Holthuis, 1955
      - Familia Thoridae Kingsley, 1879

    - Familia Anchialocarididae Mejía-Ortíz, Yañez & López-Mejía, 2017
    - Superfamilia Atyoidea De Haan, 1849 [in De Haan, 1833-1850]
      - Familia Atyidae De Haan, 1849 [in De Haan, 1833-1850]

    - Superfamilia Bresilioidea Calman, 1896
      - Familia Agostocarididae C.W.J. Hart & Manning, 1986
      - Familia Alvinocarididae Christoffersen, 1986
      - Familia Bresiliidae Calman, 1896
      - Familia Bresilioidea incertae sedis
      - Familia Disciadidae Rathbun, 1902
      - Familia Pseudochelidae De Grave & Moosa, 2004

    - Superfamilia Campylonotoidea Sollaud, 1913
      - Familia Bathypalaemonellidae de Saint Laurent, 1985
      - Familia Campylonotidae Sollaud, 1913

    - Superfamilia Crangonoidea Haworth, 1825
      - Familia Crangonidae Haworth, 1825, pjeskorovke
      - Familia Glyphocrangonidae Smith, 1884

    - Superfamilia Nematocarcinoidea Smith, 1884
      - Familia Eugonatonotidae Chace, 1937
      - Familia Lipkiidae Burukovsky, 2012
      - Familia Nematocarcinidae Smith, 1884
      - Familia Rhynchocinetidae Ortmann, 1890
      - Familia Xiphocarididae Ortmann, 1895

    - Superfamilia Oplophoroidea Dana, 1852
      - Familia Acanthephyridae Spence Bate, 1888
      - Familia Oplophoridae Dana, 1852

    - Superfamilia Palaemonoidea Rafinesque, 1815
      - Familia Anchistioididae Borradaile, 1915
      - Familia Desmocarididae Borradaile, 1915
      - Familia Euryrhynchidae Holthuis, 1950
      - Familia Palaemonidae Rafinesque, 1815, male kozice
      - Familia Typhlocarididae Annandale & Kemp, 1913

    - Superfamilia Pandaloidea Haworth, 1825
      - Familia Pandalidae Haworth, 1825, dubinske ili dubokomorske mekušice
      - Familia Thalassocarididae Spence Bate, 1888

    - Superfamilia Pasiphaeoidea Dana, 1852
      - Familia Pasiphaeidae Dana, 1852

    - Superfamilia Physetocaridoidea Chace, 1940
      - Familia Physetocarididae Chace, 1940

    - Superfamilia Processoidea Ortmann, 1896
      - Familia Processidae Ortmann, 1896, noćne kozice

    - Superfamilia Psalidopodoidea Wood-Mason [in Wood-Mason & Alcock, 1892]
      - Familia Psalidopodidae Wood-Mason [in Wood-Mason & Alcock, 1892]

    - Superfamilia Stylodactyloidea Spence Bate, 1888
      - Familia Stylodactylidae Spence Bate, 1888

  - Infraordo Gebiidea de Saint Laurent, 1979
    - Familia Axianassidae Schmitt, 1924
    - Familia Laomediidae Borradaile, 1903, noćna krugala
    - Familia Thalassinidae Latreille, 1831
    - Familia Upogebiidae Borradaile, 1903, karlići

  - Infraordo Glypheidea Van Straelen, 1925
    - Superfamilia Glypheoidea Winkler, 1882
      - Familia Glypheidae Winkler, 1882

  - Infraordo Polychelida Scholtz & Richter, 1995
    - Superfamilia Eryonoidea
      - Family Eryonidae De Haan, 1841

    - Familia Polychelidae Wood-Mason, 1875

  - Infraordo Procarididea Felgenhauer & Abele, 1983
    - Familia Procarididae Chace & Manning, 1972

  - Infraordo Stenopodidea Spence Bate, 1888
    - Familia Macromaxillocarididae Alvarez, Iliffe & Villalobos, 2006
    - Familia Spongicolidae Schram, 1986
    - Familia Stenopodidae Claus, 1872

## Jadranske vrste decapoda
U Jadranu obitavaju brojne vrste koje pripadaju velikom broju porodica a najpoznatije su kozice (nekoliko porodica) i jastozi.
Jastozi ili Palinuridae u Jadranu imaju predstavnika jastoga, najcjenjenijeg u toj porodici, znanstveno nazvan Palinurus elephas.
Rakove pucavce (Alpheidae) koji pripadaju natporodici Alpheoidea karakteriziraju asimetrična kliješta, a pretpostavlja se da komuniciraju pomoću pucketnja. Neke vrste rakova pucavaca  koje žive u Jadranu su: mali pucavac (A. dentipes), crveni pucavac (Alpheus glaber), pucavac (Synalpheus gambarelloides), Veliki pucavac (Alpheus macrocheles), sićušni pucavac (Athanas nitescens) i pucavac škrgaš (Automate branchialis).
Rakovi Calappidae ili crvenopjege rakovice pripadaju natporodici Calappoidea, a u Jadranu živi Crvenopjegava rakovica
Calappa granulata koja se često ulovi u mrežu stajačicu
Porodica Callianassidae nekada je pripisivana vlastitoj natporodici. To su manji račići koji žive zakopani u mulju. Slični su karlićima, ali su im lijeva kliješta glomaznija. Glavna vrsta je Callianassa tyrrhena, a i u Jadranu još žive: Bijeli medo (Callianassa candida), Podzemni medo (Callianassa subterranea), Režnjasti medo (Calliax lobata) i Nazubčani medo (Callianassa denticulata)
Rakovi kopači (Atelecyclidae) žive na većim dubinama, žive u rupama i nisu toliko poznati. Porodica pripada natporodici Cancroidea. U Jadranu žive vrste Okrugli kopač (Atelecyclus rotundatus) i Dlakavi kopač (Atelecyclus undecimdentatus)
Rakovi samci Diogenidae u Jadranu imaju pet predstavnika: kućar, rak samac, moruzgvin samac, diogenov samac i okati rak samac.
Dorippidae ili kratkorepci zadnjim nogama nose predmete sa dna a drže ih poviše oklopa. U Jadranu žive: rak nosač Rak nosač (Ethusa mascarone) i Medorippe lanata ili Vuneni kratkorepac.
Dromiidae ili kosmači u Jadranu imaju predstavnika Dromia personata, lokalno nazivan kosmač
Rak žbirac Eriphia verrucosa pripada porodici Eriphiidae, a odlikuje se snažnim kliještima
Rakovi Strigljači (Galatheidae) imaju 9 predstavnika u jadranu a odlikuju se dugim kliještima. Jedan od njih poznat je u narodu kao smrt  ili hrapavi hlapić a naraste do 12 cm.
Šuše ili Grapsidae u Jadranu zastupaju rodovi Planes i Pachygrapsus svaka s jednom vrstom. Rakovi koje poznajemo kao Svijetložućkasta šuša, Šuša biserčica i Šarena šuša ne pripadaju porodici šuša nego porodici Varunidae. U prave šuše pripadaju samo Šuša (Pachygrapsus marmoratus) i [[Pelagična šuša]] (Planes minutus), ali svi oni žive uz hridovitu obalu gdje se često mogu vidjeti i pripadaju natporodici Grapsoidea.
Laomediidae ili noćna krugala u Jadranu imaju predstavnika Noćno krugalo Jaxea nocturna. Druga vrsta roda Jaxea je Jaxea novaezealandiae koja je opisana tek 1966. a živ uz Novi Zeland.
Porodica Leucosiidae ili ebalie su sitnije vrste koje se danju zakapaju u mulj i pijesak, a noću se izlaze hraniti. U Jadranu živi 7 vrsta
Porodica škampa (Nephropidae) ima dva predstavnika Homarus gammarus (Hlap) i Nephrops norvegicus (Škamp)
Samotnjaci ili Paguridae za razliku od rakova samaca njihova desna kliješta su snažnija i izražajnija. U Jadranu živi više vrsta kao što su: Dlakavi rak pustinjak, Strašljivi samotanac, Kratkonogi samotanac, Čekinjasti rak pustinjak i drugi.
Parthenopidae ili šestila imaju u srazmjeru s tijelom glomazna kliješta. U Jadranu žive Šestilo, Malo šestilo, Dugoklješto šestilo i Ružićasto malo šestilo.
Runjavci ili Pilumnidae su maleni obalni račići obrasli dlačicama. U jadranu žive Strigljača, Runjavac, Runjavi kliještavac i Strigljačica.
Čuvarkuće ili Pinnotheridae žive u dagnjama, periskama i kamenicama. U vrijeme parenja napuštaju domaćina. Čuvarkuća i Mala čuvarkuća žive u Jadranu.
Porodici sitrovi ili Pirimelidae pripadaju maleni obalni račići s bodljikavim izraslinama sprijeda na oklopu. U Jadranu žive Šareni zubac i sitar.
Rakovi veslači ili Portunidae imaju spljoštene zadnje noge kojima se ukopavaju u pijesak. U Jadranu ih živi više vrsta: Rak od koće, Graktavac, Kopljanik, Dugonogi veslač, Plavi rak i drugi.
Porodica Upogebiidae ili Karlići nalik su kozicama, a ribari je koriste kao mamac a poznaju ih pod imenima gambor i medo. Tri vrste žive u Jadranu: karlić, Bjelkasti karlić i zvjezdasti karlić. Žive u kanalima koje iskapaju u pijesku i mulju.
Magaretari ili Xanthidae imaju gladak oklop, i gotoovo svi imaju crna kliješta. Obitavaju po čitavom jadranu. Vrste: magaretar, napolitanski magaretar,  riđoglavi magaretar, grbasti magaretar, račić i račić magaretar.

### Porodicezezavaca
Porodica grimizni zezavci (Calocarididae) koje obuhvaća 7 vrsta u Jadranu ima predstavnika Calocaris macandeae ili grimizni zezavac. Živi u mulju na većim dubinama.
Porodica Scyllaridae ili zezavci su veliki rakovi bez kliješta. Tri vrste žive u Jadranu: Baba, Zezavac i Patuljasti zezavac.
Majidae ili rakovice imaju duge noge, hrane se najviše algama, a i često su obrasle algama koje same na sebe stavljaju. U Jadranu ih živi mnogo vrsta kao Mjesečeva rakovica, Travnata rakovica, Obrasla kosteljašica, Grancigula, Bodljikava sablasna rakovica i druge.

### Porodice kozica
Pjeskorovke ili Crangonidae dobile su ime po tome što se ukopavaju u pijesak i mulj. U Jadranu ih živi više vrsta, među kojima i pjeskorovka Crangon crangon. Pripadaju natporodici Crangonoidea.
Porodica Crvene kozice (Aristeidae) pripada natporodici Penaeoidea i najvažniji su kočarski ulov u Europi i Sredozemlju. U Jadranu žive vrste Crvena kozica (Aristeomorpha foliacea) i Svijetlocrvenarvena kozica (A. antennatus)
Kozice čistaći Hippolytidae dobivaju ime po tome što se hrane parazitima s drugih morskih organizama. U Jadranu ih ima 8 vrsta.
Palaemonidae su u hrvatskom jeziku poznate kao male kozice, i njih ima višre vrsta u Jadranu: Sićušna koraljna kozica, Kozica čistač, Žutopjega kozica, Spužvar pucavac i druge
Porodica Pandalidae ili dubinske mekušice (dubokomorske mekušice) su izgledom tipične kozice na srednjim i velikim dubinama. Šest vrsta živi u Jadranu: zlatna kozica, hitroplovka, sićušna prugasta kozica, zelena kozica, kratkorepa crvena kozica i kratkorepa kozica.
Penaeidae ili mekušice su svjetski komercijalno najvažnije kozice, uzgajaju ih i na farmama. U jadranu žive Velika kozica i Dubinska kozica.
Pelagičke  svjetlosne kozice ili Luciferidae žive bez doticaja s morskim dnom. U Jadranu živi jedna od 7 priznatih vrsta.
Batipelagične kozice ili Sergestidae su dubokomorske kozice koje preko dana žive pri dnu a noću se dižu prema gornjim slojevima mora. U Jadranu žive Člankovita batipelagična kozica, Živahna batipelagična kozica, Snažna batipelagična kozica i Roščićava batipelagična kozica.
Processidae ili noćne kozice žive u plitkom moru među morskim travama. Sedam vrsta koje žive u Jadranu su: Oštrokljunka, Krupna kozica, Snažna kozica, Mirna sićušna kozica, Nouvelijeva kozica, Žljebasta kozica i Zlatoglava kozica.
Solenoceridae su poznate i kao Kozice iz mulja. U Jadranu živi samo kozica iz mulja (Solenocera membranacea)